# Крушение поезда на перегоне Бокенгоф — Эльва
Крушение поезда на перегоне Бокенгоф — Эльва произошло 1 (13) мая 1897 года, когда сход с рельсов воинского поезда привёл к гибели 58 человек.

## Обстоятельства
В 12:05 со станции Валк (Валга) отправился воинский поезд №126, перевозивший 3-й и 4-й батальоны 95-го пехотного Красноярского полка в город Юрьев (Тарту). Там они должны были принять участие в праздновании юбилея города. Состав состоял из: 9 багажных вагонов с 3750 пудами клади; двумя платформами с 5 повозками; вагона с семью лошадьми; двумя вагонами 2-го класса для 24 офицеров; 20 «людских» вагонов для 745 солдат. После короткой остановки на станции Бокенгоф (Пука) в 4 часа дня начался сильный ливень. В 5 километрах от Бокенгофа путь спускался к болотистой низине, где поворачивал направо. Водоотводная система железнодорожного полотна не справлялась с дождем и была подтоплена. Поезд шёл со скоростью примерно 20 км/ч, когда под тяжестью паровоза рельсы сдвинулись с мест и локомотив с багажными вагонами сошёл с полотна. Следующие вагоны наскакивали друг на друга и образовали завал. 2 тяжёлых офицерских вагона стали последними, что сошли с путей; они взгромоздились на завал. Следовавшие за ними 15 людских вагонов не были повреждены. Кроме непосредственно крушения, смертельно опасным оказалось соседнее топкое болото, куда попали многие солдаты.

## Последствия
В 7 вечера к месту крушения прибыл специально сформированный в Юрьеве поезд, привезший также врачей города, в том числе профессора университета Вильгельма Коха и его студентов. Позже императрица отправила к пострадавшим санитарный поезд. В клинику Коха, где разместили пострадавших, прибыл известный хирург Мультановский. Путь был освобожден железнодорожниками ещё 1 мая. По официальным данным, в крушении погибли 56 низших чинов и 2 кондуктора поезда. Тяжёлые ранения получили 43 низших чина; несколько десятков человек, включая офицеров, получили легкие ранения. Первые похороны прошли 3 мая, когда в Юрьеве с воинскими почестями были погребены 42 человека.